# Dalbergia czarnodrzew

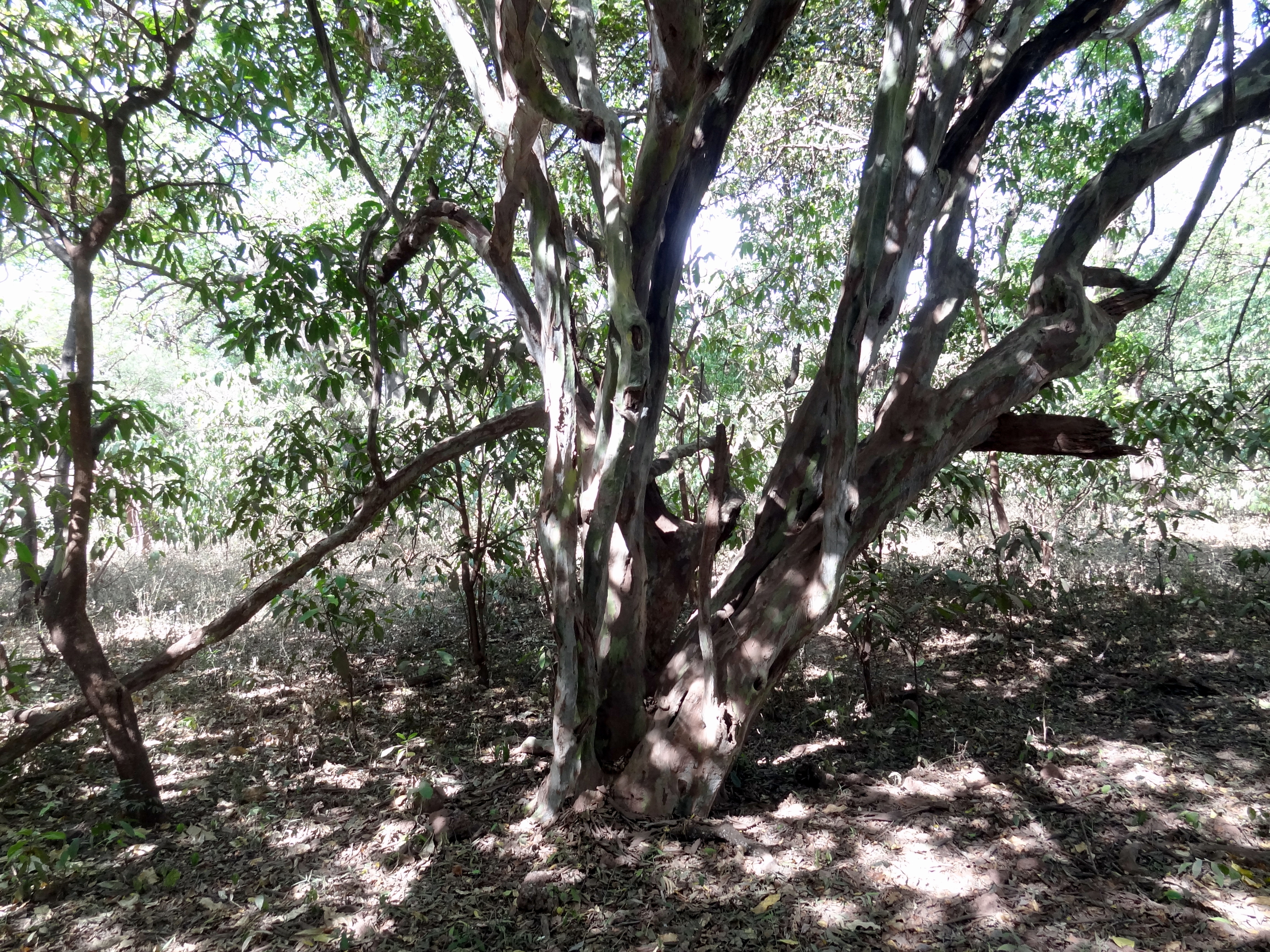

Dalbergia czarnodrzew, kostrączyna czarna (Dalbergia melanoxylon Guill. & Perr.) – gatunek roślin należący do rodziny bobowatych (Fabaceae). W stanie dzikim występuje w Afryce, na Półwyspie Indyjskim i w Wietnamie.

## Morfologia
PokrójNiewielkie i silnie rozgałęzione drzewo o wysokości zazwyczaj do 7,5 m, czasami jednak do 15 m. W pierśnicy osiąga grubość zazwyczaj około 40 cm, znane są jednak drzewa o pierśnicy powyżej 60 cm.
PędyGałęzie często krzywe, w pierwszym roku życia pokryte włoskami, później gładkie. Posiadają ostre kolce. Kora o barwie od jasnoszarobrązowej do ciemnoszarobrązowej, papierowata, gładka, złuszczająca się w wąskie, długie pasemka. Znajdują się w niej długie, podłużne pęknięcia.
LiścieNieparzystopierzaste, wyrastają na ogonku o długości 5–10 cm. Złożone są z 8–13 jajowatych listków. Całkowita długość liścia dochodzi do 22 cm. Listki mają zaokrąglona nasadę i wyrastają na ogonkach o długości ok. 2 mm. Szczytowy listek ma długość 12–36 i szerokość 8–13 mm.
KwiatyDrobne, o dzwonkowatym, 5-wrębnym kielichu. Zebrane są w groniaste kwiatostany. Pojedynczy kwiat ma 10 pręcików i 1 słupek.
OwocEliptyczny, podłużny i spłaszczony strąk, długości 3–7 cm i szerokości 0,5–1,5 cm. Zawiera 1–2 nasiona.

## Biologia i ekologia
Rośnie w lasach i sawannach na obszarach o klimacie tropikalnym, na miejscach suchych i kamienistych. W porze suchej traci liście, wyrastające na nowo na początku pory deszczowej. Kwiaty zakwitają w drugiej połowie pory suchej, zapylane są przez pszczoły. Jest to drzewo długowieczne, rosnące bardzo wolno. Starsze drzewa palą się trudno i są odporne na pożary. Na korzeniach posiada brodawki, w których żyją w symbiozie z drzewem bakterie azotowe wiążące wolny azot z powietrza, gdyż w ubogich glebach, na których rośnie to drzewo, zwykle jest niedostatek związków azotowych.

## Zastosowanie
- Drewno jest jednym z rodzajów hebanu. Ma żółtą biel i brązowoczarną twardziel[7]. Zwane jest hebanem „senegal” i uważane za równie cenne, jak drewno hebanu pochodzącego z hurmy hebanowej[9]. Jest używane do przedmiotów codziennego użytku, luksusowych mebli, ram do obrazów oraz do intarsji[8]. Według niektórych badaczy roślin biblijnych obydwa te gatunki drewna są przywołane w Biblii w kilku miejscach (np. Ez 27,15, PnP 3,10, Am 3,15). Mikroskopowe badania potwierdziły, że drewno z egipskich grobowców pochodzi z dalbergii czarnodrzewu. W Palestynie te gatunki hebanu nie występowały, były sprowadzane z innych krajów, ale drewno dalbergii było łatwiej dostępne[9]. Często łączono heban z kością słoniową, co dawało dobry efekt dekoracyjny[8].
- Z drewna dalbergii czarnodrzewu plemię Makonde z Afryki Wschodniej wykonuje artystyczne rzeźby będące jednym z ważniejszych źródeł jego dochodu[7].
- Dęte instrumenty muzyczne (np. obój[10], fagot i in.) wytworzone z drewna dalbergii czarnodrzewu dają dźwięk wyjątkowo czysty. Eksport tego drewna przez niektóre kraje afrykańskie jest ważnym źródłem ich dochodu. Jego cena dochodzi do 13 000 dolarów za 1 m³, a przy tym tylko około 10% drewna nadaje się do produkcji instrumentów muzycznych[7].
- Ma własności lecznicze. W medycynie ludowej kora wykorzystywana jest w leczeniu biegunki, inhalacje spalanym korzeniem – przy zwalczaniu bólu głowy i przeziębień[7].

## Zagrożenia
Cenne drewno stało się przyczyną nadmiernej eksploatacji i gatunek ten stał się w wielu rejonach Afryki zagrożony, m.in. w Kenii i Tanzanii. Powstały międzynarodowe organizacje zajmujące się ochroną tego drzewa, np. The Mpingo Conservation & Development Initiative (MCDI). Podejmowane są akcje sadzenia tych drzew oraz edukacji miejscowej ludności.